# Špica (Planina)
Špica je najzahodnejši in najvišji (733 m) vrh Planine nad Vrhniko. Do koče pod vrhom, na višini 720 metrov, vodi cesta s severne strani, peš pa je dostopna po petih označenih poteh. Na samem vrhu je razgledni stolp. Stari leseni stolp je bil zamenjan z novim in predan uporabi 10. maja 2008. Visok je 22 m.